# Halictidae
Die Halictidae sind eine weltweit vorkommende Familie von Bienen mit ca. 4.440 Arten und fast 80 Gattungen. In gemäßigten Zonen stellen die Halictidae oft die zahlenmäßig dominierenden Bienen dar (abgesehen von Apis). Die Halictidae gehören mit den Colletidae und Andrenidae zu den kurzzungigen Bienen und sind insbesondere durch Merkmale der Mundwerkzeuge charakterisiert. Im Englischen werden die Halictidae „sweat bees“ (= „Schweißbienen“) genannt, weil manche kleinere Arten durch Schweiß angelockt werden, ein deutscher Name ist nicht allgemein gebräuchlich, manchmal werden sie „Schmalbienen“ genannt, dieser Name entspricht jedoch meistens der Gattung Lasioglossum.
Innerhalb der Halictidae gibt es Arten, die solitär leben, andere leben in Gesellschaften oder mehr oder weniger  sozial (teilweise Staaten bildend), wieder andere sind Kuckucksbienen.

## Beschreibung
Halictidae sind sehr vielgestaltig, manchmal schlank, manchmal kräftig gebaut. Sie sind oft dunkel, manchmal metallisch glänzend (z. B. Agapostemon). Größe 4 – 11 mm. Die Weibchen transportieren den Pollen mit dem behaarten Femur und Tibia der Hinterbeine (Beinsammler), soweit sie keine Brutparasiten sind.

## Biologie
Die meisten Arten sind polylectisch, sammeln also Pollen von verschiedenen Pflanzen. Erwachsene Halictiden nehmen Nektar als Nahrung auf, die Weibchen sammeln Pollen und Nektar (soweit sie nicht Brutparasiten sind). Ihre Nester legen sie im Allgemeinen im Boden an, manchmal in altem Holz.

## Gattungen
(ln Mitteleuropa vorkommende Gattungen, in Klammern Anzahl der in Deutschland vorkommenden Arten nach)
Rophitinae
- Glanzbienen (Dufourea) (6)
- Graubienen (Rhophitoides) (1)
- Schlürfbienen (Rophites) (2)
- Spiralhornbienen (Systropha) (2)

Nomiini
- Schienenbienen (Nomioides syn. Pseudapis) (1, erloschen)

Nomioidini
- Steppenbienen (Nomioides) (1)

Halictini
- Furchenbienen (Halictus) (18)
- Schmalbienen  (Lasioglossum) (71)
- Blutbienen (Sphecodes) (25)

Zu den Halictidae gehören sehr artenreiche Gattungen, die Gattung Lasioglossum mit 1.679 Arten ist die artenreichste Bienengattung. Weitere artenreiche Gattungen sind Perdita (mit 635 Arten), Sphecodes (327),  Lipotriches (316), Halictus (268), Patellapis (205),  Dufourea (165), Homalictus (160), Augochloropsis (146) und Augochlora (mit 118 Arten).